# 邮亭镇
邮亭镇，是中华人民共和国重庆市大足区下辖的一个乡镇级行政单位。如今是雙橋經濟技術開發區的開發重鎮，高鐵成渝客運專線大足南站設在境內。

## 歷史沿革
1950年成立第八區，轄郵亭、雙路兩個鄉．1953年由郵亭鄉分建新市、新利鄉．由雙路鄉分建新勝鄉。1954年又由雙路鄉分建元通鄉。1955年第八區改為郵亭區，以區公所駐郵亭新街故名。1956年又將新市、新和鄉併入郵亭鄉。1958年新勝鄉併入郵亭公社，元遠鄉併入雙路公社，1959年郵享公杜分建新勝公社。1961年又由郵亭公社分建新利公社，由雙路公社分建元通公社。1968年，區、公社成立了革命委員會。1975年將雙路公社和元通公社的4個大隊劃歸重慶市雙橋區。l981年因重名，將新勝公社更名子店公社，1989 年9 月，改郵亭鄉為鎮。11月郵亭鎮設立老街、新街及長河3個居委會。1993年底，子店鄉、新利鄉併入郵亭鎮。2003年，元通鄉併入郵亭鎮。
宣統元年置郵亭鄉，以郵亭鋪為名（明清以來於此設成渝郵遞驛站）。1958年為公社，1983年復稱鄉，1989年建鎮，同時新設老街、新街和長河3個居委會。1993年併入新利、子店2鄉。2003年並村：並新市、西河入烈火村，土福入紅林村，紅石、碧綠入天堂村，長福、長石入天福村，東風、峰岩、長興入東勝村，華興入中華村，合嶺、連山入友誼村，茯苓、石股入新紅村，雙牆、車輪入九灘村，新樹入新利村，松嶺入學堂村，長河村入長河社區居委，並新、老街居委為火車站社區居委。同年撤元通鄉，該鄉元通、復興、水利、利群4村併入本鎮，2005年轄15村2居委。2011年仍轄15村（烈火、紅林、天堂、天福、東勝、中華、友誼、新紅、九灘、新利、學堂、元通、復興、水利、利群），2社區（長河、車站）。
- 郵亭鄉（14）：東風村、東勝村、蜂岩村、長興村、長河村、長石村、碧綠村、紅石村、紅林村、土福村、新市村、烈火村、西溝村、天堂村
- 子店鄉（9）：中華村、連山村、合嶺村、長福村、學堂村、松嶺村、天福村、華興村、友誼村
- 新利鄉（8）：新利村、茯苓村、新紅村、石股村、新林村、九灘村、雙牆村、車輪村
- 元通鄉（8）：元通村、復興村、永紅村、永安村、水利村、寶香村、利群村、雙石村

## 行政区划
邮亭镇下辖以下地区：
长河社区、火车站社区、烈火村、红林村、天堂村、天福村、东胜村、中华村、友谊村、新红村、九滩村、新利村、学堂村、元通村、复兴村、利群村和水利村。

### 郵亭鎮2003年調整的區劃[3]
- 一、將原新市村、烈火村、西溝村合併為一個村，名為烈火村；
- 二、將原土福村、紅林村合併為一個村，名為紅林村；
- 三、將原紅石村、碧綠村、天堂村合併為一個村，名為天堂村；

### 元通乡2003年調整的區劃[4]
- 一、將原元通村、永紅村合併為一個村，名為元通村；
- 二、將原復興村、永安村合併為一個村，名為復興村；
- 三、將原利群村、雙石村合併為一個村，名為利群村；
- 四、將原水利村、寶香村合併為一個村，名為水利村。